# Dunaxeus duosetosus
Dunaxeus duosetosus är en spindeldjursart som beskrevs av Den Heyer och Castro 2008. Dunaxeus duosetosus ingår i släktet Dunaxeus och familjen Cunaxidae. Inga underarter finns listade i Catalogue of Life.